# Alto Alentejo (provincia)

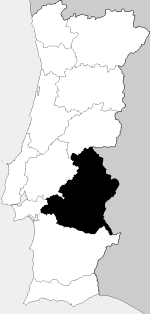
Antica provincia dell'Alto Alentejo

L'Alto Alentejo era un'antica provincia (o regione naturale) del Portogallo, istituita formalmente con una riforma amministrativa del 1936. Le province non avevano alcuna funzione pratica e scomparvero con la Costituzione del 1976. 
Confinava a nord con la Beira Bassa, a nord ovest con il Ribatejo, a ovest con l'Estremadura, a sud con il Basso Alentejo e a est con la Spagna (province di Badajoz e Cáceres, in Estremadura). 
La regione contava 27 comuni, con l'intero distretto di Évora e la quasi totalità di quello di Portalegre (Ponte de Sor si trovava nel Ribatejo). Il suo capoluogo era Évora.
- Distretto di Évora: Alandroal, Arraiolos, Borba, Estremoz, Évora, Montemor-o-Novo, Mora, Mourão, Portel, Redondo, Reguengos de Monsaraz, Viana do Alentejo, Vila Viçosa.

- Distretto di Portalegre: Alter do Chão, Arronches, Avis, Campo Maior, Castelo de Vide, Crato, Elvas, Fronteira, Gavião, Marvão, Monforte, Nisa, Portalegre, Sousel.